# Eibar
Eibar és un municipi de Guipúscoa, al País Basc. Limita al nord amb Markina-Xemein (Biscaia), al sud amb Elgeta i Bergara, a l'est amb Elgoibar i Soraluze i a l'oest amb Mallabia, Ermua i Zaldibar (Biscaia).
Famós per la seua indústria siderúrgica amb orígens al segle xvii, Eibar és conegut per la producció en els camps de l'armamentística i l'automoció. Donant lloc a productes icònics com ara la motocicleta Serveta.
A la ciutat hi juga la Sociedad Deportiva Eibar, que el maig de 2014 va esdevenir per primer cop matemàticament equip de primera divisió de futbol per a la temporada 2014-2015. Serà l'equip amb menys pressupost de la categoria i amb la ciutat de menys habitants en la història moderna de la Primera Divisió.

## Persones il·lustres
- Francisco de Ibarra (1539-1575), fundador i colonitzador del Regne de Nova Biscaia, en l'actualitat aquest territori conforma l'estat mexicà de Durango, de l'actual Victoria de Durango, capital d'aquest estat.
- Ignacio Zuloaga (1870 - 1945), pintor.
- Juan Antonio Moguel (1745 - 1804), escriptor i sacerdot.
- Javier Aguirresarobe (1948), fotògraf.
- Víctor Lecumberri (Otxabiña), (1913 - 2005), polític i sindicalista.
- Pedro Horrillo (1974), Ciclista.
- Ciriaco Errasti Siunaga (1904 - 1984), futbolista.
- José Eulogio Gárate Ormaechea, (1944), futbolista
- Néstor Susaeta Jaurrieta (1982), futbolista.
- Aitor Gorosabel (1970), músic.
- Ylenia Baglietto (1986), actriu.
- Mikel Oyarzabal (1997), futbolista.

## Clubs esportius
- Sociedad Deportiva Eibar, club de futbol.